# Гномон

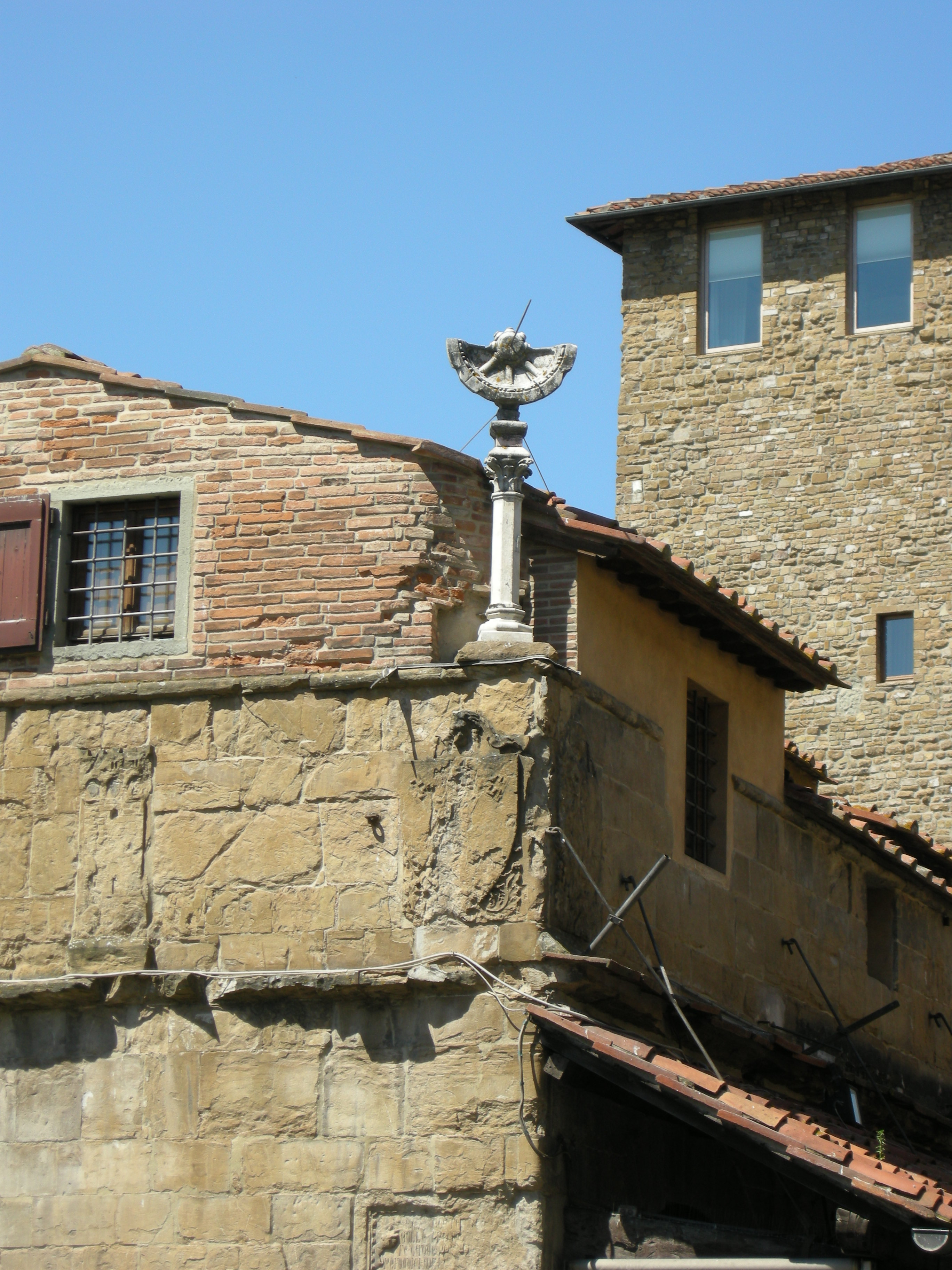
Вертикальний гномон у Понте Веккіо в Флоренції, Італія

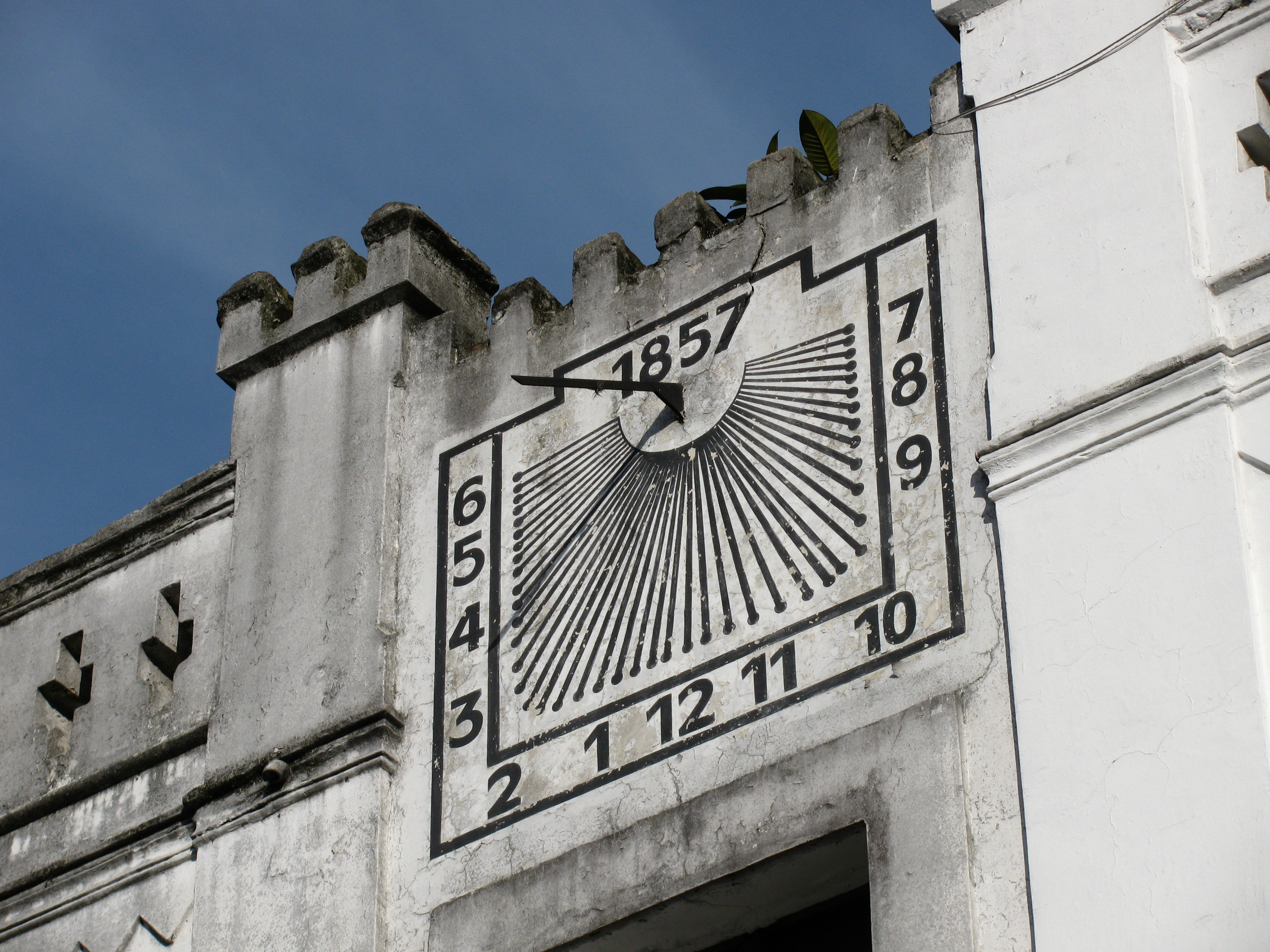
Вертикальний гномон у місті Куритиба, Бразилія

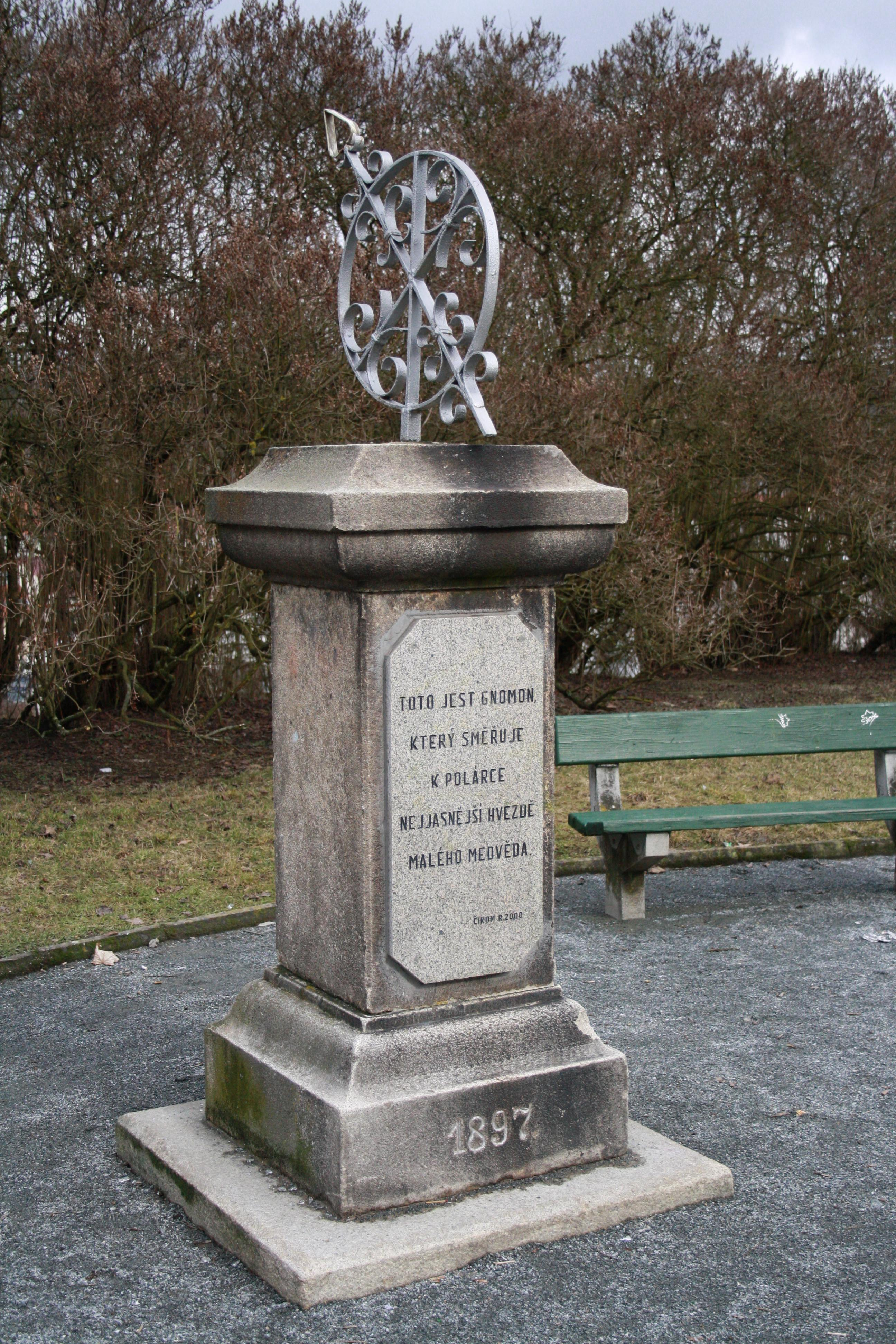
Гномон міста Тршебич, Чехія

Гно́мон (від грец. γνώμων — той, хто знає) — давній астрономічний інструмент для вимірювання часу, елементом якого є вертикальна жердина, що відкидає тінь на горизонтальний майданчик. Також може мати такі значення:
- вказівник або стрілка сонячного годинника;
- декоративно-пластична мала архітектурна форма у вигляді обеліска зі шкалою, нанесеною на землі, або надбудови до споруди, яка містить стрижень та годинні поділки;
- основний предмет гномоніки.

Гномон дозволяє визначити:
- астрономічний полудень — момент, коли довжина його тіні найменша;
- напрям на північ — за напрямом тіні в астрономічний полудень;
- широту місця — за довжиною тіні в астрономічний полудень.

Спостерігаючи нахил і довжину тіні від гномона на горизонтальній площині, можна встановити висоту Сонця над горизонтом, його нахил орбіти, а, отже, й визначити час. Проводячи такі вимірювання в моменти зимового й літнього сонцестояння, астрономи визначають також і нахил площини екліптики до екватора.
Для точності вимірювання важливе значення має висота гномона — чим він вищий, тим довша тінь, що відкидається ним, що підвищує точність вимірювання. Проте точність гномона відносно невелика, оскільки кутовий діаметр Сонця приблизно дорівнює 30', використовувати ж гномон для вимірювання за зірками неможливо.
Нині гномон як астрономічний інструмент вже не використовується, проте сонячний годинник за принципом дії є тим же гномоном.

## Історія

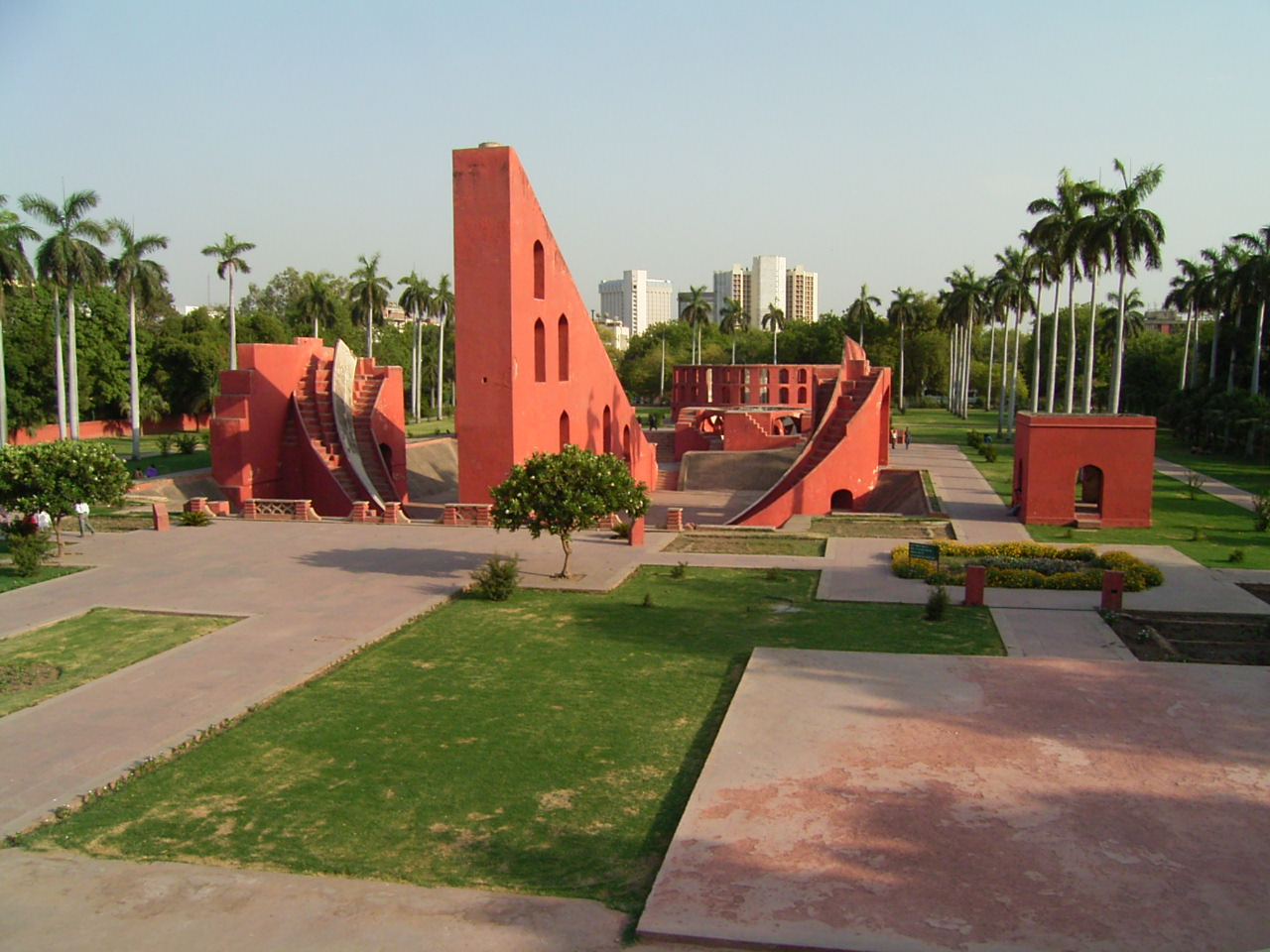
Обсерваторія Джантар-Мантар, Делі, Індія

Визначення часу за тінню від кам'яних стовпів-гномонів започаткували халдеї — один із народів, який населяв Вавилонію. З Вавилонії гномони поширились на Стародавній Єгипет, Індію та Китай, а у VI столітті до н. е. їх перейняла Стародавня Греція. 547 року до н. е. грецькі філософи Анаксимандр і Анаксимен звели на площі у Спарті гномон, який визначав усі денні години.
Спочатку про час дізнавались, вимірюючи довжину тіні. Згодом майданчик навколо гномона розмітили годинними поділками. Проте видимий добовий рух Сонця протягом року є нерівномірним. Тому, зокрема, у Греції на гранях невеликого мармурового куба встановлювали декілька циферблатів. У кожну задану пору року куб повертали потрібною гранню догори, вставляючи гномон у заготовлений отвір. Після того, як гномон був обладнаний циферблатом, він уподібнився до сучасного сонячного годинника.
Іноді гномони ставали справжніми пам'ятками мистецтва. Так, у Римі у І ст. н. е. під час царювання імператора Октавіана Августа на Марсовому полі встановили вивезений з Єгипту гномон — обеліск міфічного фараона Сесостриса (Сезостриса) заввишки 34 метри. 1430 року узбецький астроном Улугбек у Самарканді спорудив гномон заввишки 50 м. У XV столітті Паоло Тосканеллі встановив на куполі собору у Флоренції гномон заввишки 92 м від землі. Найцікавішим є велетенський кам'яний гномон, зведений на початку XVIII ст. у обсерваторії Джантар-Мантар в Делі. Керував роботами індійський астроном Джай Сінґх II. Гномон має форму прямокутного трикутника з довжиною гіпотенузи 39 м. З обох сторін гномона розташовані кам'яні споруди, які становлять чверті кола (квадранти) радіусом 15 м з центром у вершині гномона. Площина цього кола перпендикулярна до площини горизонту. Окружність гномона поділена не лише на години і хвилини, а й на градуси. За допомогою поділок, нанесених на квадрант, можна визначити годинні кути Сонця за положенням тіні, що відкидається гномоном.
На багатьох будинках — пам'ятках архітектури можна побачити також вертикальні гномони, у яких вертикальний циферблат розміщений перпендикулярно до площини меридіана. Індійські паломники, що вирушали до священного міста Бенарес, користувалися переносними гномонами у вигляді восьмигранного жезла з розміткою на гранях для визначення часу та спрямованості на схід у різні місяці року.